# Bubbling Under Hot 100 Singles
Bubbling Under Hot 100 Singles är en topplista som publiceras varje vecka av Billboard i USA. Listan rankar tjugofem singlar som ännu inte har gått in på Billboard Hot 100. Listan hade ursprungligen femton positioner (under 1959-1960), men utvidgas till så många som trettiofem under 1960. Från 1974 till 1985, bestod listan av tio positioner. Sedan 1992 har listan tjugofem positioner.